# Cala del Niu
La cala del Niu és una petita platja rocosa del municipi de Sant Feliu de Guíxols (Baix Empordà), situada a cavall entre la cala Maset i la cala des Cranc, a ponent de la platja de Sant Pol. Envoltada de pineda, s'hi accedeix a peu des del camí de ronda, a l'alçada del túnel excavat dins la roca- És una platja de dimensions reduïdes, però força plana, amb roca i sorra. Està habilitada per a gossos, amb un màxim de cinc. L'únic servei de què disposa són papereres.